# Colònies de Font rubí

Primers campaments realitzats a la masia "Cal Magí" de Font-rubí l'agost de 1958. Foto: Àngela Raurell

Colònies o campaments de Font-rubí (Alt Penedès), per infants de les esglésies protestants de Catalunya (1958-1983).

## Inicis
El 1958 el pastor de l'església de Vilafranca del Penedès, en Benjamí Santacana, que llavors era l'encarregat de la tasca social en el sí de les esglésies baptistes espanyoles, va iniciar en la masia de la seva propietat anomenada "Cal Magí" al terme de Font-rubí, a l'Alt Penedès l'organització d'uns campaments o colònies de caràcter cristià que van gaudir d'una molt bona acceptació i d'una continuïtat anual fins al 1983. En un primer moment van ser auspiciades per la Unió Evangèlica Baptista d'Espanya, però d'ençà de 1962 van anar a càrrec única i exclusivament d'en Santacana i la seva esposa Josefina Mata.
Entre del 17 i el 24 d'agost de 1958 es desenvoluparen els primers campaments que comptaren amb la presència de 59 nenes de les esglésies baptistes de Catalunya i del País Valencià.

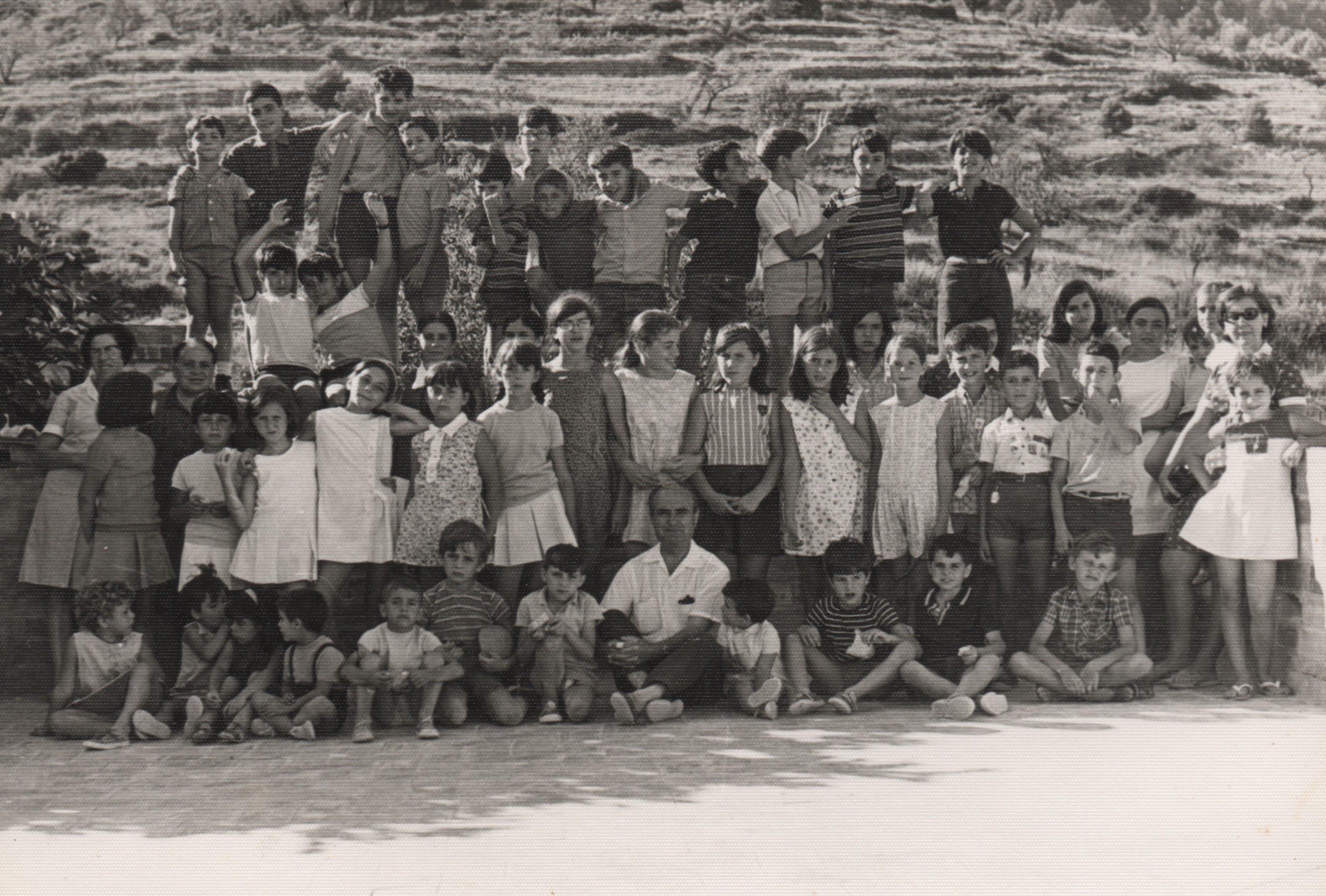
Un dels torns del campament de 1969. Foto: Arxiu familiar Santacana-Mata.

Aquests campaments anaven destinats a nens i nenes d'entre 7 i 16 anys, la gran majoria procedents de les esglésies baptistes de Catalunya. Es desenvolupaven durant els mesos d'estiu i estaven dividits per torns de 10 dies. Fins al 1961 van organitzar-se dos torns, un per cada gènere, però des d'aleshores ja sempre fou de caràcter mixt. Tenien com a objectiu cobrir una mancança de lleure infantil pràcticament inexistent en el camp protestant. Degut al seu mòdic preu, també s'afavoria que infants procedents de famílies treballadores i amb poc recursos poguessin gaudir d'un temps d'esbarjo i camaraderia.

## Vida al campament
Un dia qualsevol al campament començava amb la gimnàstica al matí ben d'hora i una breu meditació cristiana sota els pins al davant de la casa. De seguida l'esmorzar i molt temps lliure fins l'hora de dinar que els nens aprofitaven per jugar. La masia estava envoltada de boscos de pins i els infants gaudien de molta llibertat per fruir de la natura. Després del dinar s'organitzava una excursió pels voltants. Els llocs més habituals eren: La font del Fondo, la font de Llinars, el Coll de la Barraca, la font de l'Avellà, al riu Foix on es gaudia del bany i a la cova del Bolet, al terme de Mediona. Una vegada es tornava de l'excursió, hi havia temps lliure per fer jocs al pati de la casa fins l'hora de sopar. Havent sopat, una breu estona de meditació i a dormir.
El diumenge era destinat a la vista dels pares d'alguns campistes i també era habitual que visités el campament algun missioner o pastor, que sovint era l'encarregat de solemnitzar un culte a l'aire lliure.